# Carriacou en Petite Martinique
Carriacou en Petite Martinique is een afhankelijk gebied (dependency) van Grenada, bestaand uit de eilanden Carriacou en Petit Martinique en drie zeer kleine eilanden (Large Island, Frigate Island en Saline Island) van de eilandengroep de Grenadines. De eilanden liggen ten zuiden van Saint Vincent en de Grenadines en behoren niet tot een van de zes parishes van Grenada maar hebben een aparte status.

## Carriacou
Carriacou is het grootste eiland van de Grenadines met een oppervlakte van 34 km2. De grootste plaats op het eiland is Hillsborough. Andere dorpen zijn L’Esterre, Harvey Vale, Mount Pleasant, Windward, Belair, Mount Royal, en Top Hill. De naam is Karaïbs en betekent duiveneiland, maar er zijn op het eiland geen bewijzen van inheemse bewoning aangetroffen. Het werd in de jaren 1740 gekoloniseerd, en bestond voornamelijk uit katoenplantages.

## Petite Martinique
Het 2,5 kilometer verderop gelegen eiland Petite Martinique is veel kleiner met een oppervlakte van 2 km2 en een bevolking van 800 inwoners. Het bevat de dorpen Madame Pierre, Sanchez en Paradise. Petite Martinique was in het midden van de 18e eeuw gekoloniseerd, en bestond voornamelijk uit katoenplantages.

## Galerij

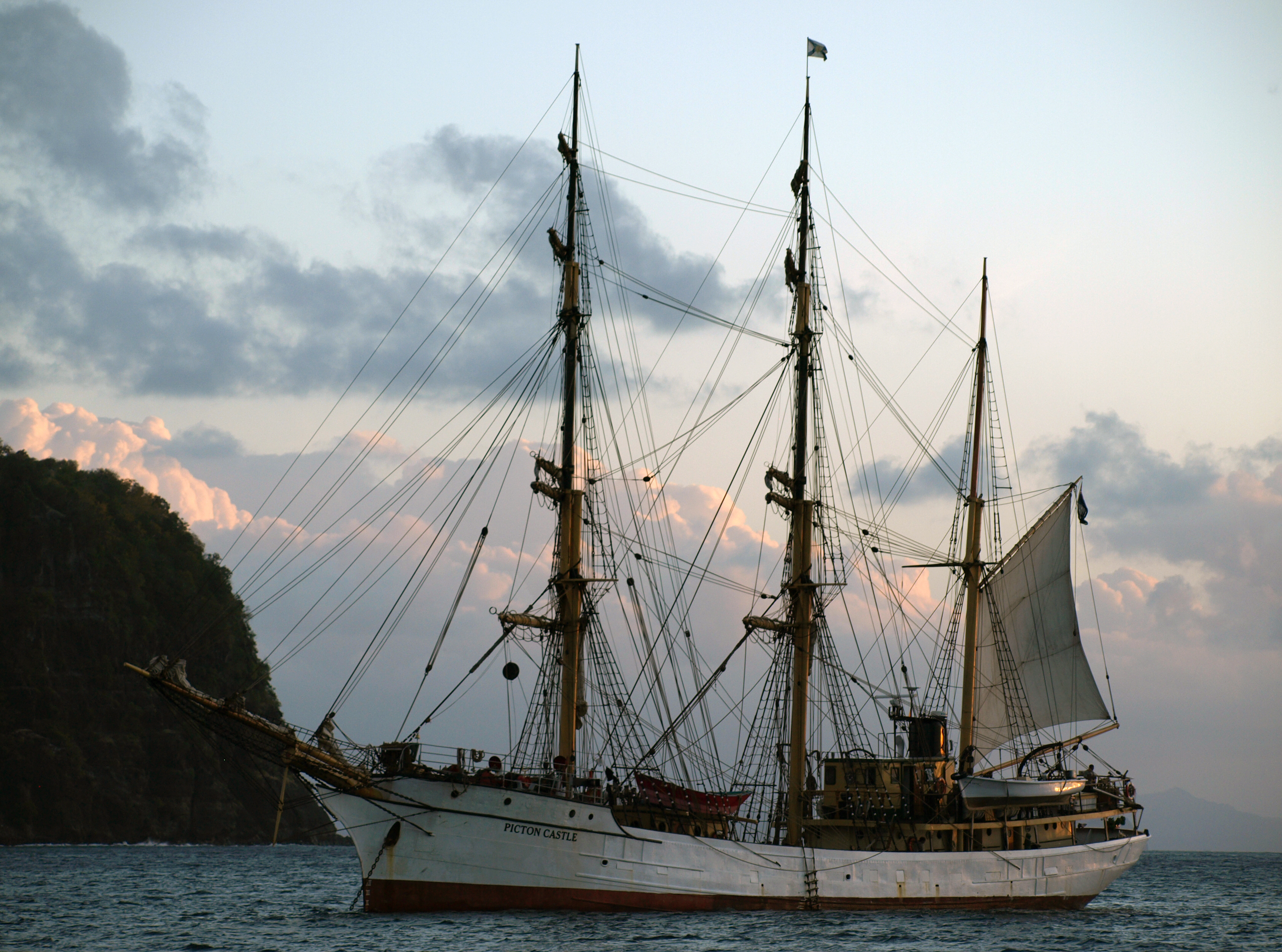
Picton Castle bij Carriacou
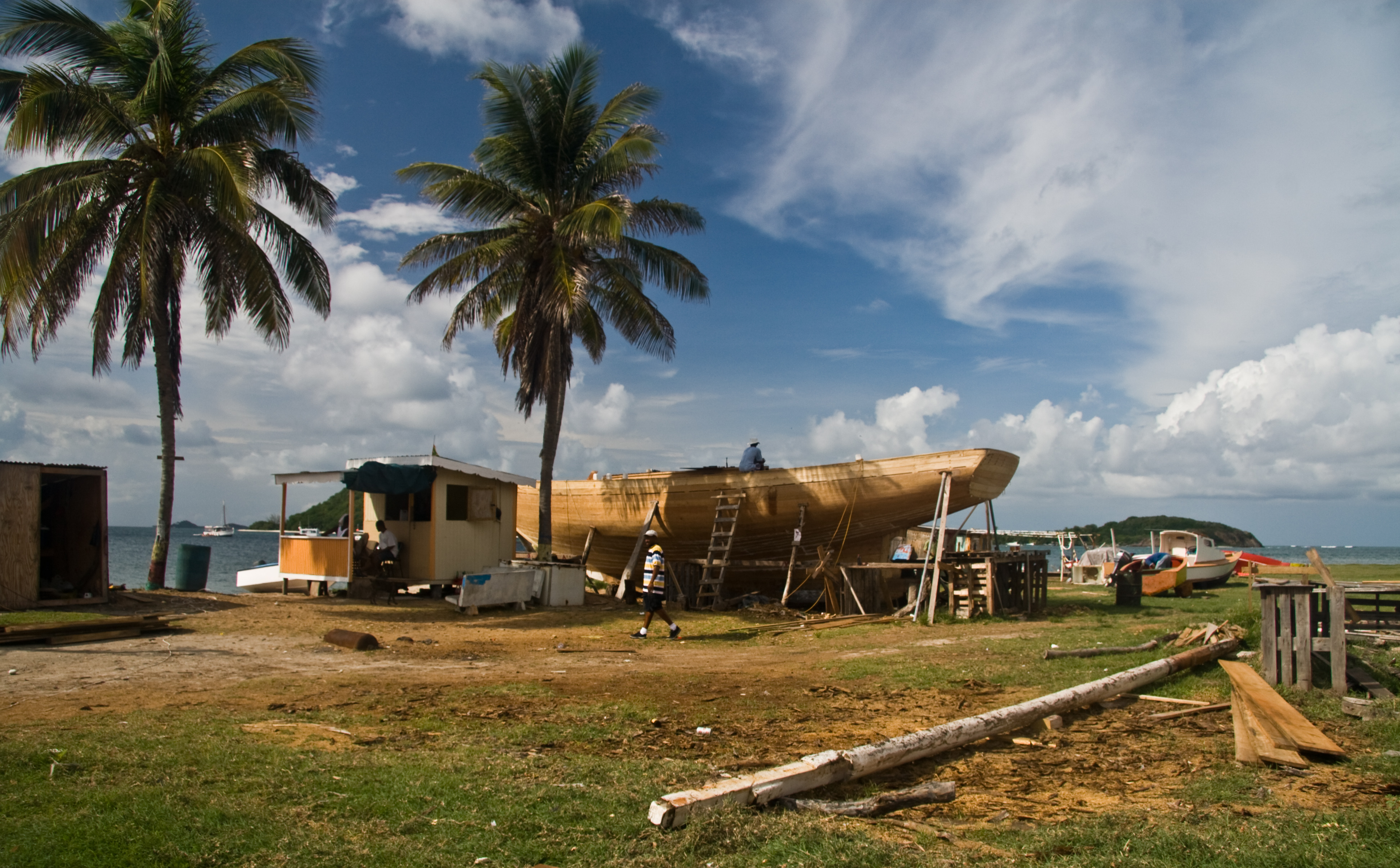
Bootconstructie op Petite Martinique
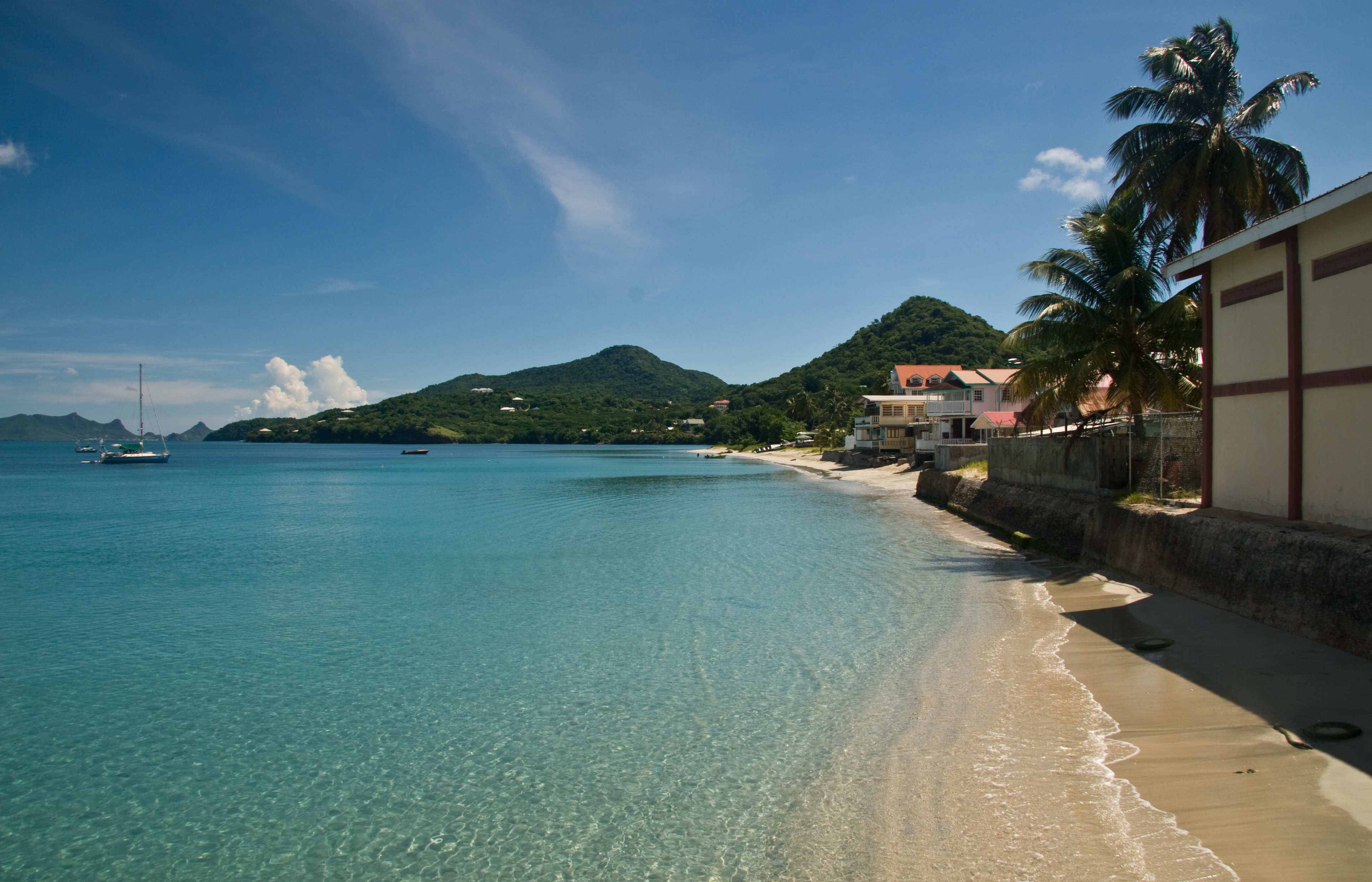
Strand van Hillsborough in Carriacou
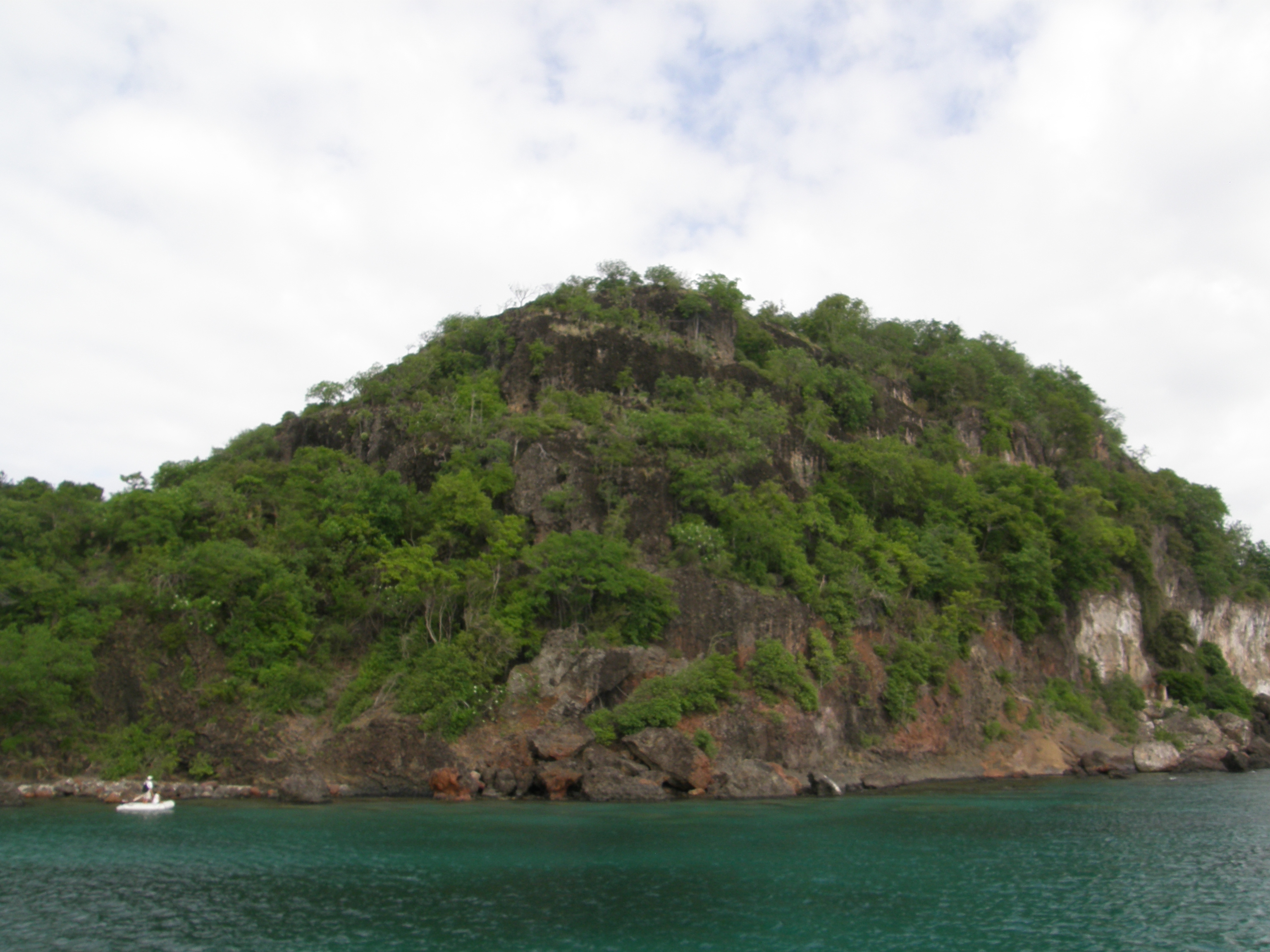
Het onbewoonde Frigate Island